# Baddi
Baddi è una suddivisione dell'India, classificata come nagar panchayat, di 22.592 abitanti, situata nel distretto di Solan, nello stato federato dell'Himachal Pradesh. In base al numero di abitanti la città rientra nella classe III (da 20.000 a 49.999 persone).

## Geografia fisica
La città è situata a 30° 54' 09 N e 76° 49' 21 E.

## Società

### Evoluzione demografica
Al censimento del 2001 la popolazione di Baddi assommava a 22.592 persone, delle quali 16.929 maschi e 5.663 femmine. I bambini di età inferiore o uguale ai sei anni assommavano a 2.432, dei quali 1.293 maschi e 1.139 femmine. Infine, coloro che erano in grado di saper almeno leggere e scrivere erano 17.103, dei quali 14.085 maschi e 3.018 femmine.